# 姜洪泉
姜洪泉（1932年—），山东梁山人，中国人民解放军将领、中国人民解放军中将。1947年10月入党，1943年6月参加工作。
1993年，授予中国人民解放军中将，曾任成都军区副司令员、北京军区副司令员。